# عملية القوس
عملية القوس هي عملية عسكرية لإجلاء الرعايا نظمتها فرنسا في الفترة من 22 أبريل إلى 28 في السودان.

## مقدمة
اعتبارًا من 15 أبريل 2023، دار صراع بين الميليشيات شبه العسكرية التابعة لقوات الدعم السريع بقيادة الجنرال محمد حمدان دقلو، ضد القوات الحكومية التابعة للمجلس العسكري بقيادة عبد الفتاح البرهان. اندلع قتال عنيف في الخرطوم ومدن أخرى في جميع أنحاء البلاد.
وقررت العديد من الدول بعد ذلك إطلاق عملية لإجلاء رعاياها، بما في ذلك فرنسا، خلال عملية سميت بعملية "القوس".

## تقدم العملية
بدأت السلطات الفرنسية اعتبارا من 17 أبريل/نيسان التخطيط لعملية إجلاء بعد تدهور الوضع الأمني في السودان، وكان هناك خياريان، الأول: برا من الخرطوم إلى بورتسودان لمسافة تزيد عن 800 كم، والثاني: جواً. وكان الخيار الثاني هو الأرجح بعد إن حصل على موافقة الفريق البرهان على استخدام قاعدة وادي سيدنا الجوية.
بدأت العملية في 18 أبريل بتمركز ثلاث طائرات من طراز إيرباص إيه 400إم ولوكهيد سي-130 هيركوليز وناقلة إيرباص إيه 330 إم آر تي تي في جيبوتي مع ما يقرب من 30 طنًا من المعدات والمركبات و150 جنديًا. وكانت الطائرات أيضًا في حالة تأهب في تشاد، وكذلك في البر الرئيسي لفرنسا، وطائرتان من طراز A330.
وفي ليلة 22 إلى 23 أبريل، انطلقت العملية رسميًا بإرسال مفرزة أولى مكونة من طائرة لوكهيد سي-130 هيركوليز من القوات الخاصة ثم ثلاث طائرات إيرباص إيه 400إم إلى قاعدة وادي سيدنا الجوية، بالقرب من الخرطوم.
وفي 23 أبريل، استهدفت القافلة الفرنسية المتجهة من السفارة الفرنسية إلى الخرطوم، أصيب جندي كوماندوز فرنسي بجروح خطيرة برصاصة في البطن، واستقرت حالته فيما بعد، وفي المساء، وصلت أول طائرتين إلى جيبوتي وعلى متنهما ما يقرب من 200 مواطن فرنسي وأجنبي، بما في ذلك الطاقم الدبلوماسي لوفد الاتحاد الأوروبي.
في 24 أبريل، نفذت خمس رحلات جديدة لطائرة إيرباص إيه 400إم ورحلتين لطائرة لوكهيد سي-130 هيركوليز، مما سمح بإجلاء ما يقرب من 300 شخص إضافي، ثم بعد ذلك نقلت قيادة المطار وتنسيق العمليات في الموقع إلى القوات الألمانية. وتحركت حوالي عشر قوافل من الحافلات بين عدة نقاط تجمع وقاعدة وادي سيدنا.
في 25 أبريل/نيسان، بينما كانت الفرقاطة "لورين [الإنجليزية]" تخضع لعملية انتشار طويلة الأمد في ولاية البحر الأحمر لدخولها الخدمة الفعلية، طلبت منها السلطات الفرنسية، بالتنسيق مع الأمم المتحدة، تولي مسؤولية عدة مئات من موظفي الأمم المتحدة و عائلاتهم من بورتسودان إلى السعودية.
وفي 26 أبريل، وصلت الفرقاطة لورين إلى جدة وعلى متنها 398 شخصًا، الأمر الذي أنهى الجانب البحري من العملية.
في ليلة 27 إلى 28 أبريل، أقلعت طائرة من طراز لوكهيد سي-130 هيركوليز وطائرتين من طراز إيرباص إيه 400إم من جيبوتي مع 32 من قوات الكوماندوز لتأمين مطار الفاشر وإجلاء حوالي مائة من مواطني الأمم المتحدة.